# 51-я Воеводинская дивизия
51-я Воеводинская Дунайская дивизия НОАЮ (сербохорв. Педесетпрва војвођанска Дунавска дивизија НОВЈ / Pedesetprva vojvođanska Dunavska divizija NOVJ) — военное соединение Народно-освободительной армии Югославии, участвовавшее в Народно-освободительной войне.

## История
Дивизия сформирована 31 октября 1944 в городе Нови-Сад в составе 7-й, 8-й, 12-й воеводинских бригад. Участвовала вместе с частями Красной армии в форсировании Дуная в районе Батины и Апатина. С 11 по 23 ноября 1944 участвовала в боях за Батину, в ходе которых потеряла убитыми 271 человека и ранеными 850. Позднее 51-я дивизия участвовала в освобождении Бараньи и вышла к венгерской границе. Была отмечена благодарностью Верховного штаба НОАЮ  1 декабря 1944. Победу в Батинской битве командование Красной армии отметило 20 залпами из 224 орудий, а в знак заслуг 51-й дивизии было присвоено почётное наименование Дунайская.
1 января 1945 дивизия включена в состав 3-й армии, в ночь с 18 на 19 января её части переправились на Вировитицкий плацдарм, который удерживали части 6-го и 10-го корпусов НОАЮ. Держала оборону в районе города Подравска-Слатина, где во взаимодействии с 16-й Воеводинской дивизией вела тяжёлые бои с немецкими и усташско-домобранскими войсками. В ходе немецкой операции «Вервольф» в ночь с 8 на 9 февраля 51-я дивизия  отступила на левый берег Дравы. В марте принимала активное участие в Битва на Болманском плацдарме. В ходе заключительных операций войны дивизия освободила Осиек (14 апреля), Джюрджевац (2 мая), Копривницу (5 мая), Птуй (9 мая) и участвовала в разгроме немецко-четнической группировки войск под Дравоградом с 12 по 15 мая.